# Sonant
Sonant, inaczej spółgłoska sylabiczna – spółgłoska zgłoskotwórcza, tworząca sylabę. Sonantami są zwykle spółgłoski nosowe i płynne. Współcześnie nie występują w języku polskim, ale są dosyć częste w innych językach.
- W języku angielskim istnieją sonanty /l/ (jungle /dʒʌŋgl̩/) i n (sudden /sʌdn̩/), a wyjątkowo spotyka się m (rhythm /ɹɪðm̩/).
- W języku czeskim istnieją sonanty /l/ (jablko /jabl̩ko/, vlna /vl̩na/) i /r/ (krk /kr̩k/, Brno /br̩no/), a wyjątkowo spotyka się /m/ (osm /osm̩/).
- W języku japońskim istnieje sonant n, wymawiany przed spółgłoskami wargowymi (tj. b, m, p) jak m (kamban 'szyld', san 'trzy').
- W języku słowackim istnieją sonanty krótkie l (vlhký 'wilgotny'), r (štvrtok 'czwartek') i długie ĺ,  (dĺžeň 'akcent ostry'), ŕ (sŕn 'saren' D lm)
- W języku serbsko-chorwackim istnieje sonant r (prst), a w wyrazach obcych również l (bicikl), a także n, m, lj, nj, j, v.
- W języku prasłowiańskim istniały prawdopodobnie sonanty twarde l, r i miękkie l´, r´.
- W języku praindoeuropejskim istniały prawdopodobnie sonanty l, r, m, n.

W szerszym ujęciu sonantami (sonorantami, rezonantami) są nazywane głoski wymawiane bez turbulentnego przepływu powietrza przez narządy głosowe – spółgłoski sonorne ([n], [ɲ], [ŋ], [r], [ɾ], [l], [ɫ]), półsamogłoski ([j], [w]) i samogłoski. Przeciwstawiane są im obstruenty.